# Йон Ансотегі
Йон Ансотегі Горостола (ісп. Ion Ansotegi Gorostola; 13 липня 1982, Берріатуа) — колишній іспанський футболіст, захисник.

## Кар'єра
Ансотегі народився в Берріатуа (Країна Басків). Професійну кар'єру розпочинав у футбольному клубі «Ейбар», зокрема деякий час перебував в оренді в «Баракальдо». Після цього Ансотегі переїхав до баскського клубу-гіганта «Реал Сосьєдад». 22 січня 2006 року він дебютував у домашньому матчі-дербі проти «Атлетік Більбао», що завершився внічию 3-3. Загалом за перші два сезони ві зіграв 33 матчі.
Ансотегі пропустив лише 2 гри в сезоні 2009—2010. За цей час він забив 4 голи, а «Реал Сосьєдад» повернувся до першого дивізіону після трирічної відсутності. У наступному сезоні він взяв участь у 32 іграх. Клуб зберіг своє місце в Ла-лізі. Однак футболіст втратив свою значущість у команді в січні 2011 року, коли клуб підписав контракт з норвезьким гравцем Вадимом Демидовим, а також після появи вихованця місцевої школи Іньїго Мартінеса.
1 червня 2015 року Ансотегі, якому добігав 33-й рік, продовжив свій контракт з Реал Сосьєдад до 2016 року. 1 лютого наступного року, зігравши лише два матчі в Кубку Іспанії за всю першу половину сезону 2015—2016, він полишив Txuriurdin і переїхав до свого рідного Ейбара, погодившись укласти попередню угоду на 6 місяців.
30 червня 2016 року Ансотегі підписав контракт на один рік з Мальоркою, що виступала в Сегунда Дивізіоні. Приблизно через рік, коли команда вибула до третього дивізіону, він оголосив про завершення кар'єри гравця і одразу ж повернувся до клубу Реал Сосьєдад на посаду координатора юнацької системи.

## Титули
Реал Сосьєдад
- Сегунда: 2009—2010